# Hoornse Park

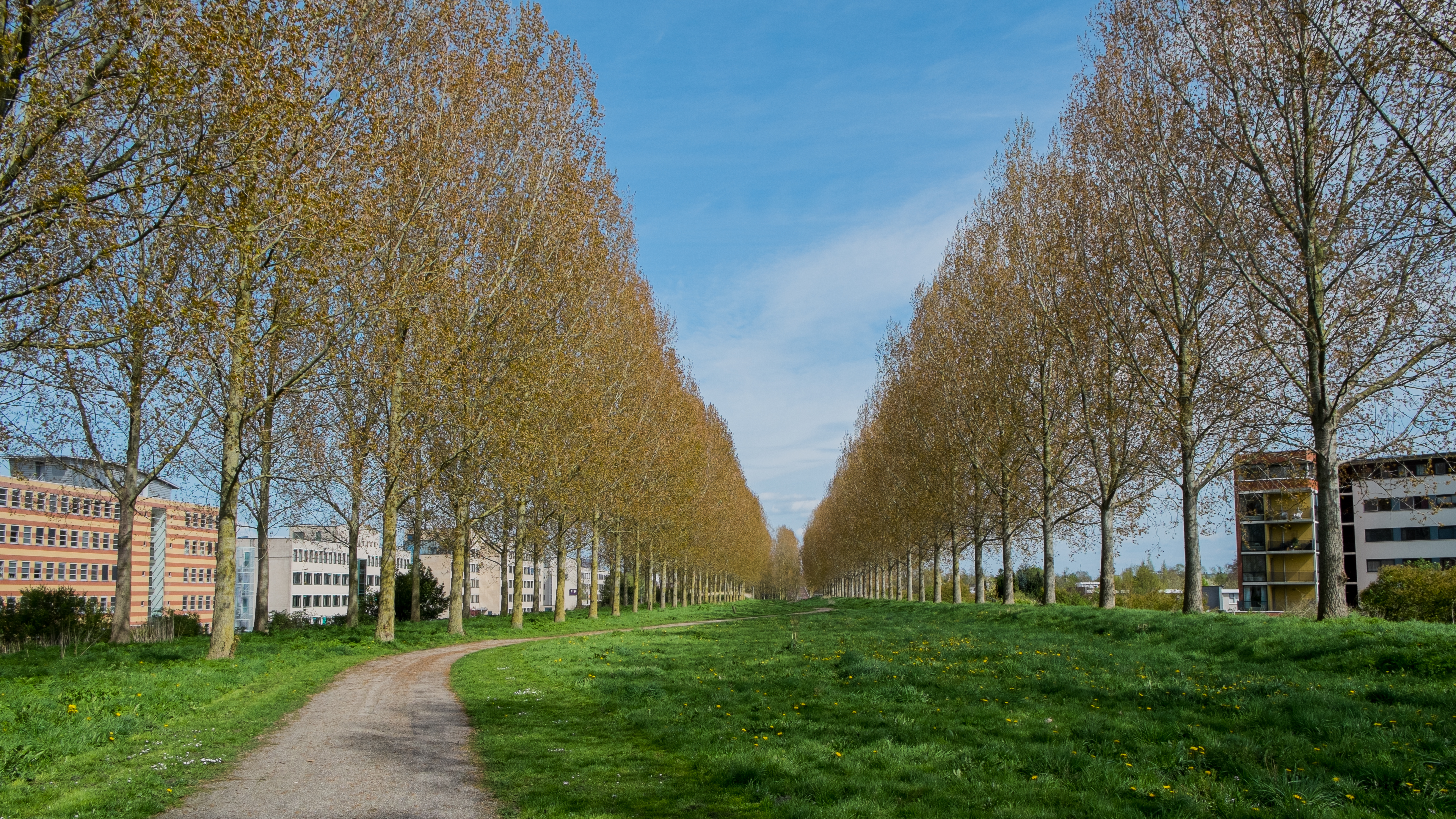
Voormalige vuilstort Hoornse Schans, nu een park

Het Hoornse Park is een woonwijk in de stad Groningen die tussen 1988 en circa 1995 is aangelegd.

## Ligging en omvang
De wijk ligt in het zuidwesten van de stad, ingeklemd tussen de wijken Corpus den Hoorn, Hoornse Meer en Piccardthof. 
De grens van de wijk loopt vanaf de Veenweg, de Aletta Jacobsstraat en de C.G. Wichmannstraat via de Hoornse Schans en de Paterswoldseweg terug naar de Veenweg. De Veenweg, de voormalige verbindingsweg van Groningen met Eelde en Paterswolde vormt de oostelijke grens van de wijk.
De Hoornse Park heeft 300 woningen met ruim 700 bewoners.

## Aard en Opzet
De wijk kent een open parkachtig karakter. Naast aaneengebouwde en dubbele eengezinswoningen met appartementenwoningen zijn er overwegend vrijstaande woningen op grote kavels. De wijk kent vooral koopwoningen met daarnaast luxe huurwoningen. 
De meeste straatnamen in deze wijk zijn genoemd naar voorvechtsters van de emancipatie.

## Activiteiten en voorzieningen
De wijk kent geen voorzieningen, afgezien van enkele speelplekken voor kinderen. Er is een bewonersvereniging.

## Vuilstort en kunst
De noordelijke begrenzing van de wijk is de voormalige vuilstortplaats, de zogenaamde Hoornse Schans. Deze is inmiddels begroeid, voorzien van een pad en een kunstwerk annex uitzichtpunt dat zicht biedt op de Piccardthofplas.